# 那覇バス
那覇バス株式会社（なはバス）は、沖縄県那覇市泉崎に本社を置き、路線バス、観光バス、特定バス事業を営む会社。福岡県北九州市に本拠を置く全国ネットの大手タクシー会社である第一交通産業の100%子会社で、琉球バス交通、沖縄バス、東陽バスと並ぶ沖縄本島の民間乗合バス会社4社のうちの1社である。
ここでは、那覇バス株式会社の前身である那覇交通株式会社（なはこうつう）についても記載する。

## 概要
社名の通り那覇市内線の運行を中心に行っている。那覇市内線19路線のうち、同社が18路線の運行を行っており、ほぼ独占状態である。高速バス・定期観光バス以外の市外線の営業エリアは宜野湾市以南であり、市外線は少ない。
保有車両台数は2016年3月現在、乗合車が164台、貸切車が84台の計248台。沖縄本島のバス会社4社では、保有台数の多さは2番目、免許キロ数（415.5km）・運行系統数（30系統）の多さは3番目。
車両はいすゞ、日野を中心に使用している（特に新車ノンステップバスは全車日野車両、中古ノンステップはいすゞが多い。後述する那覇バスの前身時代に730車を新車導入の際、いすゞ製の車両を使用していたこともあり、2000年代まではいすゞ車両が大半を占めていた。）。また、少数ではあるが、日産ディーゼル（当時、現「UDトラックス」）、三菱ふそう、ヒュンダイもある。
前身は1951年に誕生した那覇交通株式会社で、那覇交通時代は車体の色から「銀バス」という通称で親しまれていた（通称については後述）。1980年以降の運賃値上げ、サービス低下などにより利用者が激減し、2003年には民事再生法の適用を申請、倒産した。その後、2004年に第一交通産業に全営業権を譲渡することで合意、2004年7月18日より那覇バス株式会社として営業を開始した。
なお、1990年ごろには琉球バス交通の前身の琉球バスとの合併計画があった。そのころの準備として、両社の観光バスのデザインやカラーをほぼ同じにしたりした（現在でも琉球バス交通に合併準備塗装観光バス車両が存在）が、県や関係機関から猛反対され、合併はなされなかった。那覇交通と琉球バスとの統合は白紙となったが、2006年9月より民事再生手続下にあった琉球バスが、琉球バス交通として第一交通グループに入ったことにより、現在2社のカラーが再び統一されようとしている。
沖縄県内で初めてノンステップ路線バスを導入した会社である。また、沖縄で初めてのバスロケーションシステムを導入した会社である（このシステムは後に琉球バス交通、2013年から沖縄バス・東陽バスを加えた4社共通のシステム「バスなび沖縄」へ拡充した）。

## 沿革

### 那覇交通誕生、首里バスの統合
1951年5月8日に宮城善兵を社長として那覇交通株式会社として設立。宮城は沖縄運輸の社長でもあり、戦後沖縄本島6番目のバス会社として新規設立した。本社は那覇市美栄橋町に置かれた。
当初は那覇と糸満を結ぶ路線など4路線にて運行を開始したが、後に路線の開設等を行ったため本社や車庫は那覇心壺川や西本町などを転々としている。
1974年に宮城は合資会社白石商会の白石武治に会社を譲渡し、白石グループの傘下となっている。
この頃には17路線を運行するようになった（この時点で沖縄本島の路線バス会社は同社を含め5社にまで減っていた）。同時期に那覇市内線の拡大を図る一方、同じく那覇市内でバス事業を行っていた首里バスとの激しい競争が行われ、効率的なバス運行を行うため沖縄総合事務局の指導のもと同社が首里バスを吸収統合することになり、1974年8月1日に統合が行われた。

### 最盛期
首里バスとの統合により誕生した同社はその後、長く那覇市内線を独占。1970年代においては市内線約15路線、市外線約10路線の運行を行い、路線バス車両数も300台を超え、同社の最盛期となった。
1978年7月30日に行われた道路交通方式変更（730）では、保有車両の5分の4を新車にて導入、この車両は濃銀色に青帯の車体だったため、銀バスと呼ばれていた。なお、新車導入に伴い、本土でもまだ珍しかった冷房車が全保有車両の80%以上を占めるようになった。この730以後はモータリゼーション化が進み同社の経営はしだいに悪化していくことになる。

### 経営の危機、退職金問題
1981年に経営悪化を理由に120円（那覇市内線均一区間運賃、以下同じ）へと運賃値上げを実施、その後も運賃値上げを行い、1998年には200円まで値上げを実施した（現在の均一運賃は260円）。つまり、1981年から約20年の間に80円もの値上げを行ったことになる。
さらには、賃金カットなどにより、1997年の4月に乗合部門が48時間のストを決行、これにより通勤、通学者など約16万人（同時にストを行った沖縄バスも含む）に影響があった。その後、会社側と組合側の間で賃上げ交渉が実施されたが、会社側が有額回答を出さなかったため、同年5月には再び48時間のストを決行、このストでは約25年ぶりに観光部門も加わったため、県民だけでなく観光客にも影響を与え、約10万人に影響を与えた。さらには、6月にも同様理由で48時間のストを行い、同じく約10万人に影響が出た。これらの度重なるストにより県民のバスへの信頼性は下がり、さらには乗客へのサービスの低下もあって、減少傾向であったバス利用者のさらなる減少を推し進める結果となってしまった。
利用者減少でも、運賃値上げで経営を維持していたが、1997年から退職金支払いが困難になった。そのため、その年の退職者からは退職金支払いを1年据え置きし、5回に分割し以後5年かけて払うと約束、これを労使が合意したが、実際には約束の支払いが行われておらず、2000年に一部の退職者が那覇地方裁判所に提訴し、その結果同社は敗訴して、地裁より未払い退職金の支払いを命じられた。しかし、同社はこの地裁の命令を無視し、未払い退職金はさらに増え続け、結果、同年には退職金未払い者は約300人、未払い金は総額23億にも達した。そして、2001年には新たに退職者約50人が未払い退職金の一括支払いを要求し、裁判所への提訴の構えを見せた。これに対し、翌2002年に会社側が退職者と起訴前和解をし、約6億円の支払いを約束した。しかし、合意は再び破られ、半年以上も債務不履行状態となっており、同年10月と11月に那覇地方裁判所が売上金合計約700万円を差し押さえた。

### 4社統合計画問題
県内バス4社の統合問題は、本土復帰後の1974年ごろから行われ続けているが、統合のメリットが無いとして全て白紙となっている。しかし、1990年以後に各社の経営が悪化したことなどにより本格的な統合へ向けての協議が開始された。1997年に一度、4社が統合計画に合意したが、この計画は170億円の公的資金注入が前提だったため、実現性が低かった。これを実現性あるものとするため、新会社が出資金や借入金で128億円を調達し、4社の資産や営業権を購入するとした内容にて始まった統合計画が2002年より行われた。
この計画内容は若干の変更が行われ、最終的には比較的経営状態の良い観光部門は各々の会社によって引き続き営業を続け、乗合部門のみを統合した新会社を設立する計画となった。この計画により、既存の会社へは新会社への資産、営業権売却により配分金を受け取ることになったが、当初の予定金額であった104億円（詳しい検証の結果、128億円から104億円へと変更となっていた）のうち、予定していた86億円の借入金が16億円にとどまり、資本金20億円と合わせ36億円しか用意できないことが判明した。
この計画に対し、当初は組合などの反対もあり、合意が得られなかったが、事実上法管理下にあり、経営悪化に苦しんでいた同社と琉球バス（現琉球バス交通）、東陽バスの3社は後に同意した。しかし、比較的経営状態のよかった沖縄バスは、残る観光部門のために支払われる資金の少なさに反対を表明。4社の合意による統合を掲げていた統合準備室はこの反対により閉鎖され、統合計画は事実上白紙となった。その後、沖縄バスを除く3社での統合計画案もあったが、資金面などの問題のため実現はしなかった。
前述の退職金問題などにて資金不足となっていた同社は、この統合計画で新会社より入る収入にて、不足していた資金をまかなう予定で、今回の統合計画に会社の生き残りをかけていた。しかし、この計画の白紙化により収入の道を絶たれた同社は、同2003年に事実上倒産することになる。

### 民事再生法の申請、営業譲渡
2002年の売上金差し押さえ後、同社は、未払い退職金に対し、当時計画されていた4社乗り合いバス会社統合の際の新会社への資産、営業権売却により受け取る配分金にて支払うと約束した。しかし、この統合計画は前述の2003年に沖縄バスの反対で白紙化、これにより未払い退職金の支払いが困難になり、それに伴い、退職者により預金債権が差し押さえられ、現職員への給料支払いまでもが困難となった。
資金不足により、収入のための路線バスの運行もままならない状態になり、完全に身動きの取れなくなった同社は、同年6月に負債40億円以上を抱え民事再生法の適用を申請し、事実上倒産した。なお、一時は破産の可能性も示唆され、他3社による那覇市内線代替運行計画も話し合われた。
また、同2003年には沖縄都市モノレールの開通が予定されており、それに伴うバス路線再編が計画されていた。当初、同社は路線の大幅な再編を予定しており、沖縄県や那覇市から19億円もの資金を借りていた。しかし、それらの資金も退職金支払いなどに大半が回され、また、路線再編により収益路線が廃止されることになっていたが、経営危機の中で収益路線を廃止には出来ないとして、一方的に再編計画を大幅に縮小、実際には2路線を廃止するに留まった。この事態に、県と市は貸し付けた資金の返還を要求したが、同社に返還できる資金は残っていなかった。
2004年からは、経営改善のため沖縄市にあった営業所を閉鎖、これにより経営悪化の原因となっていた市外線1路線を廃止、さらに1路線の区間を短縮した。しかし大幅な改善には至らず、すでに自主再建は事実上困難となっており、同社は営業譲渡を視野に入れ始めた。その後、譲渡受け入れ先として第一交通産業が名乗りを上げたが、この譲渡に関して第一交通側は、時給制の導入、労働組合の解散などを提示した。これに対し、労働条件悪化を理由に従業員側は反対したが、これ以上経営を続けていくことは不可能だった同社は、従業員の反対を押し切り、第一交通側からの譲渡条件を受け入れ、6月には譲渡が決定した。これで、53年の那覇交通としての歴史を閉じた。第一交通産業側はグループ内の休眠会社であった光第一交通株式会社を那覇バス株式会社に社名変更し営業譲渡の受け皿とした。

### 那覇バスとしてスタート
2004年7月18日、那覇バスは那覇交通の事業をほぼ受け継ぐ形で運行を開始した。しかし、前述の従業員の反対を押し切る形での譲渡だったことから、運転手の一部が那覇バスへの移籍を拒否し、運転手が不足、これにより那覇交通の運行していた路線をそのまま引き継ぐことが出来ず、1路線を除く全路線にて大幅な減便を行い、また4路線を廃止する形での営業開始となった。また那覇交通の発行した回数券を無効とし、旧回数券の使用を巡り混乱が生じた。車両等も市内線の塗装を変更したほかは、那覇交通のままであり、新会社として革新が始まるのは約1年後である。

### サービスの充実
路線廃止、減便で始まった同社だったが、那覇バス移管後ほどなく、那覇交通時代から使用していた旧型運賃箱を（新千円紙幣・新500円硬貨の非対応の制約があった）、当時最新鋭のレシップ製運賃箱（市内線は快適1号、市外線はNF-3。2013年から導入の新車ノンステップバスは市内線車両でもNF-3を導入）へ更新した。（後に琉球バス交通、沖縄バスもレシップ製運賃箱NF-3を導入し、後述するICカード導入直前の2015年初めまで使用していた。）
2005年2月からは那覇バス移管時に廃止された定期観光バスが復活、当初は、2路線にて運行を開始したが、後に1路線加わり、現在は3路線にて運行されている。
また、同年9月には当時最新型であった観光バスを24台購入している。
さらに、2006年11月からは那覇市の委託によるコミュニティバス実証実験を行うなど、地元にも密着した運営を開始した。
2007年には、沖縄県内初のバスロケーションシステムを導入した。これにより、時刻表検索のホームページが開設されるなど、県内では遅れていたホームページを使っての時刻表検索システムを同社がリードすることになった。
2012年5月19日から、那覇市内にて同社の運行する市内線路線バス・約80台を対象に、NTTドコモが主導するポストペイ（後払い式）電子マネーのiD（おさいふケータイ・カード式とも）による乗車が可能になった（※導入後に車両代替したバスには代替時から設置していない車両もあるので注意が必要）。一般路線バスを対象としたiDによる決済サービスの導入は、全国で初とのことである。

### 琉球バス交通との関係
琉球バスが事業譲渡し、那覇バスと同じく第一交通産業傘下の琉球バス交通となったのち、琉球バス交通と那覇バスとの経営統合が報じられたことがあるが、2022年4月1日に定期観光バスを除く観光部門を琉球バス交通へ統合することになった。
その他、2008年8月1日に琉球バス交通が本社を豊見城市の豊崎タウンに移転したのに合わせ、那覇バスでも本社事務部門を同所に移転させている。また、両社は定期会議を合同で開き、一部の業務を補完し合っているほか、両社共通のバスロケーションシステムを提供し、両社バスで利用できる土日祝1日限定フリー乗車券を発売している。

## 年表

### 那覇交通以前
- 1935年1月27日 首里市営バスが那覇市 - 首里市（現那覇市首里）間で運行を開始。当時那覇市 - 首里市（現那覇市首里）間は新垣バス（後の琉球バス（現在の琉球バス交通））が運行されていたが激しい競争の結果、首里バスの独占運行になった（のち沖縄戦で消滅）。
- 1950年7月26日 首里市営バスが那覇市 - 首里市（現那覇市首里）間の運行再開。
- 1951年頃 米軍の指示により「首里市営バス」を民営化、株式会社首里バス設立。
- 1951年3月6日 沖縄交通（桜バス）設立。

### 那覇交通
- 1951年5月8日 那覇交通株式会社（銀バス）誕生。1954年頃までに沖縄交通（桜バス）を吸収。
- 1974年8月1日 沖縄総合事務局の指導のもと株式会社首里バスを吸収。
- 1988年7月6日 33番・糸満（豊見城）線、46番・西原（首里）線の両路線が統合され、33番・糸満西原線 運行開始（当初は33番のみだったが、のちに一部経由地を変更した46番も運行開始）。
- 1992年11月3日 7番・首里城空港線運行開始。
- 1997年7月20日 石川市（現うるま市）の石川バスターミナルを閉鎖し、沖縄市の中部営業所へ移転。7番・首里城空港線、26番・石川（安慶名）線廃止。124番・知花（大山）線、125番・知花（首里）線運行開始。
- 1998年8月1日 13番・牧志線、24番・石川（大山）線、25番・石川（首里）線、48番・石川〜読谷線、102番・空港普天間線廃止。13番・石嶺空港線、102番・西原普天間線運行開始。
- 2003年6月20日 民事再生法の適用を申請。
- 2003年8月10日 12番・末吉線、13番・石嶺空港線廃止。
- 2004年2月1日 124番・知花（大山）線廃止。
- 2004年4月25日 中部営業所、那覇営業所廃止（但し、那覇営業所は販売所としては継続）。125番・知花（首里）線廃止。25番・普天間空港線運行開始。
- 2004年4月28日 第一交通産業グループが営業譲渡につき合意。
- 2004年6月16日 光第一交通株式会社が商号変更、那覇バス株式会社となる。
- 2004年7月18日 那覇交通が2番・国場線、14番・泊線、33番・糸満西原（末吉）線、102番・西原普天間線廃止。

### 那覇バス
- 2004年7月18日 那覇交通株式会社から営業の全部を譲り受け那覇バス株式会社として営業開始。この際に大部分の路線でダイヤ改正をし、運転本数が大幅に減った。また定期観光バスの運休を決定。糸満市の糸満出張所が糸満営業所へ昇格。
- 2004年9月1日 33番・糸満西原（末吉）線運行再開。97番・琉大（首里）線経路変更。
- 2005年4月1日 定期観光バスの運行再開。
- 2005年4月30日 9番・小禄石嶺線、11番・安岡宇栄原線路線延長。
- 2005年7月9日 95番・豊見城南高校線廃止。
- 2005年9月27日 新車観光バス24台購入。
- 2005年11月1日 コミュニティバス（ECOまーる・いちゃりバス）実証実験運行開始。
- 2006年2月1日 コミュニティバス（ECOまーる・いちゃりバス）実証実験運行終了。正式に路線バスとして6番・那覇おもろまち線運行開始。
- 2006年2月10日 定期観光コースがリニューアル。
- 2006年4月1日 1番・首里識名線経路変更。
- 2006年6月1日 6番・那覇おもろまち線経路変更。
- 2006年7月2日 7番・新都心循環線運行開始。
- 2006年9月25日 那覇市西の三重城営業所を閉鎖し、南風原町新川の新川営業所に移転。1番、3番、5番が路線名と経路を変更、15番、17番が経路変更。
  - これに伴い路線の再編が行われ、1番の首里識名線が首里牧志線、3番の松川線が松川新都心線、5番の識名線が識名牧志線にそれぞれ変更され、新たに2番の識名開南線が新設された。また15番の寒川線と17番の石嶺（開南）線（石嶺線より変更）がそれぞれ起終点地及び経路を変更された。
  - 新川営業所の開設により、それまで環状運転していた一部の市内線の運行区間が新川営業所を境に別路線として分断される形になったため、新川営業所を発着する路線（1番、2番、3番、5番）については、新川営業所において相互に乗り継ぎできるようになった。
- 2006年11月6日 コミュニティバス真和志線、小禄循環線実証実験運行開始。
- 2007年1月12日 コミュニティバス実証実験運行終了。
- 2007年2月11日 10番・牧志新都心線運行開始。
- 2007年3月1日 バスロケーションシステム本格運用開始。
- 2007年4月9日 17番・石嶺線経路変更。
- 2007年8月1日 10番・牧志新都心線が7番・新都心循環線を吸収する形で路線延長、7番は廃止。12番・国場線運行開始。
- 2008年8月1日 新川営業所より事務部門を琉球バス交通豊崎営業所内（豊見城市字豊崎）に、本社部門を那覇バスターミナル内（那覇市泉崎）に移転。
- 2008年9月1日 定期観光バス新コース（Bコース）運行開始。
- 2009年3月16日 13番・石嶺おもろまち線、16番・新川首里駅線運行開始。
- 2009年3月23日 15番・寒川線が市外線から市内線へと変更。
- 2009年9月24日 10番・牧志新都心線経路変更。
- 2010年3月23日 14番・繁多川開南線運行開始。6番・那覇おもろまち線、101番・平和台安謝線の経路一部変更。
  - これに伴い、6番・那覇おもろまち線には豊見城高校経由が新設され、1日1便運行することになった。101番・平和台安謝線は市場北口行きの一部区間（泊港〜港前）を廃止し、変更後は上下線とも統一され、上之屋、天久、安謝を経由することとなった。
- 2010年3月31日 琉球バス交通、那覇バスによるリムジンバスの運行から撤退。
- 2010年12月1日 浦添市が計画した浦添市コミュニティバスを琉球バス交通と共同で運行開始。
- 2011年2月28日 浦添市コミュニティバスの運行を終了。採算面で路線化ならず。
- 2011年3月23日 2番・識名開南線の一部に識名トンネルを経由する便を新設。3番・松川新都心線の三重城発新川行きの便の経路を県立医療センター経由に変更。14番・繁多川開南線の系統名と経路を変更。系統名は牧志開南循環線となり、経路は従来の経路に、国際通り（国際通りトランジットモール実施時は開南、与儀、壷屋）、大道、首里駅を経由し新川営業所に至る経路が追加された。14番と経路の大部分が重複する1番・首里牧志線は14番の系統名・経路の変更に伴い減便された。
- 2011年12月1日 業界初の定期観光バス3台において、ソフトバンクモバイルの公衆無線LANサービス「ソフトバンクWi-Fiスポット」を利用開始。
- 2012年4月1日 那覇市内線の全てでソフトバンクWi-Fiスポットを利用開始。市内線全線では業界初。また、定期観光バスに新たにDコースを新設。
- 2012年5月19日 那覇市内線全てでNTTドコモの携帯電話で利用されている後払い電子マネー「iD」の決済サービスを開始。業界初。
- 2013年4月1日 沖縄本島内の路線バス会社4社の路線バス総合案内サイト（バスなび沖縄）を運用開始。
- 2013年6月1日 那覇市内観光周遊バス運行開始。
- 2015年4月27日 OKICA導入（定期券機能はシステム調整のため、同年6月以降の導入）、すべての券種の回数券発売終了（111番高速バス専用回数券は引き続き販売継続）[8]。
- 2015年8月27日 導入が遅れていたOKICA定期券の運用開始。
- 2016年3月28日 12番・国場線経路変更。25番・普天間空港線路線延長。94番・首里駅琉大快速線運行再開。
- 2016年4月1日 前年4月26日までに販売され使用していたすべての券種の回数券の使用終了。（111番高速バス専用回数券のみ、同系統に限り引き続き使用可能。）
- 2017年7月1日 117番　美ら海直行（高速）運行開始。117番の運行に伴い111番の運行が減便された。
- 2018年10月1日 新那覇バスターミナル運用開始に伴い、いくつかの路線でダイヤ改正。また、下記路線において大幅な変更。
  - 25番・普天間空港線が25番・那覇普天間線及び125番・普天間空港線に系統分割、さらに97番・琉大線と同時に西原営業所での管轄を開始。
  - 33番・糸満西原（末吉）線及び46番・糸満西原（鳥堀）線を那覇バスターミナルを分岐点とし、333番・那覇西原（末吉）線、346番・那覇西原（鳥堀）線、446番・那覇糸満線に系統分割し運行開始。
- 2021年1月4日 キャンパスバス実証実験の運行開始。
- 2021年4月1日 19番・首里駅循環線、233番・西原てだこ線の運行開始。
- 2022年4月1日 
  - 定期観光バスを除く観光部門を琉球バス交通へ統合[7]、また各SNSを除く公式ホームページを琉球バス交通と合同化。
  - 7/8番・首里城下町線を沖縄バスより譲り受け、運行開始[9][10]。
  - キャンパスバス実証実験運行終了。正式に路線バスとして297番・沖国琉大快速線運行開始[11]。
- 2025年1月6日 琉球大学病院移転に伴う経路変更・ダイヤ改正（那覇普天間線及び普天間空港線ライカム経由廃止、停留所「琉球大学病院前」を「旧琉球大学病院前」に変更）[12]。

## 乗車方法
那覇市内線と那覇市外線により乗り方が異なる。さらに市内線においても、10番と12番は他の路線と異なる。
市内線と市外線の区別は、那覇交通時代より、方向幕の系統番号表示の違い（市内線は緑色の丸囲み数字で表示、市外線は橙色の丸囲みなし数字で表示）で見分けられたが（6番及び那覇バスになってから導入されたLED行先表示車両は当初から例外）、経路変更等で方向幕を更新した市内線の番号表記には丸囲みがされていないものもあり、また路線番号の表記字形や色も市外線を含めて全社的に統一されつつあり、見分けのつかないものが見られるようになってきている。
なお、市内線には慣例的に1番から19番までの系統番号が割り当てられている（18番は沖縄バスが運行）。
- 市内線（系統番号10、12、18を除く） - 前乗り後降り前払い。整理券がなく、乗車時は前方のドアより乗りすぐに均一運賃を支払い、降車時は後方のドアより降りる。
- 市内線（系統番号10、12） - 後乗り前降り後払い。乗車時は後方のドアより乗って整理券を取り（12番は均一料金のため、取らなくてよい）、降車時は整理券の番号に対応した運賃を支払い前方のドアより降りる。
- 市外線（上記以外の系統番号） - 前乗り前降り後払い。乗車時は前方のドアより乗って整理券を取り、降車時は整理券の番号に対応した運賃を支払い前方のドアより降りる。後方にドアがある車両でも、後方のドアは使用しない。

## 営業路線、及び所轄営業所
- 1番・首里牧志線 - 新川営業所
- 2番・識名開南線 - 新川営業所
- 3番・松川新都心線 - 新川営業所
- 4番・新川おもろまち線 - 新川営業所
- 5番・識名牧志線 - 新川営業所
- 6番・那覇おもろまち線 - 具志営業所
- 7/8番・首里城下町線[13] - 新川営業所
- 9番・小禄石嶺線 - 具志営業所・石嶺営業所
- 10番・牧志新都心線 - 新川営業所
- 11番・安岡宇栄原線 - 具志営業所・石嶺営業所
- 12番・国場線 - 新川営業所
- 13番・石嶺おもろまち線 - 新川営業所
- 14番・牧志開南循環線 - 新川営業所
- 15番・寒川線 - 新川営業所
- 16番・新川石嶺線 - 新川営業所
- 17番・石嶺（開南）線 - 具志営業所・石嶺営業所
- 19番・首里駅循環線 - 新川営業所
- 25番・那覇普天間線 - 具志営業所・西原営業所
- 45番・与根線 - 具志営業所
- 94番・首里駅琉大快速線 - 新川営業所
- 95番・空港あしびなー線 - 具志営業所
- 97番・琉大線 - 新川営業所・西原営業所
- 101番・平和台安謝線 - 具志営業所
- 111番・高速バス （琉球バス交通、沖縄バス、東陽バスとの共同運行） - 具志営業所
- 117番・高速バス 美ら海直行（琉球バス交通・沖縄バスとの共同運行）- 具志営業所
- 125番・普天間空港線 - 具志営業所・西原営業所
- 233番・西原てだこ線 - 西原営業所
- 294番・てだこ琉大快速線 - 新川営業所
- 297番・沖国琉大快速線 - 西原営業所
- 333番・那覇西原線 末吉経由 - 西原営業所
- 346番・那覇西原線 鳥堀経由 - 西原営業所
- 446番・那覇糸満線 - 糸満営業所

## 廃止路線、及び所轄営業所

### 那覇交通
- 1番・寄宮線 - 三重城営業所
- 1番・首里識名線（初代） - （旧）新川営業所
- 2番・開南線 - 西営業所
- 2番・国場線 - 三重城営業所
- 6番・一周線 -小禄営業所・西営業所
- 6番・小禄一周線 - 小禄営業所
- 7番・空港線 - 西営業所
- 7番・首里城空港線 - 具志営業所
- 8番・新空港線（急行バス） - 西営業所
- 9番・宇栄原線 - 小禄営業所
- 10番・大嶺・安謝線 - 小禄営業所
- 12番・末吉線（初代） - 三重城営業所・（旧）新川営業所
- 12番・末吉線 - 具志営業所
- 13番・牧志本線 - 当蔵営業所
- 13番・牧志線 - 三重城営業所
- 13番・石嶺空港線 - 石嶺営業所
- 14番・泊線 - 石嶺営業所
- 15番・開南本線 - 当蔵営業所
- 15番・神原線 - 三重城営業所
- 16番・琉大線 - 当蔵営業所
- 16番・金城線 - 三重城営業所
- 18番・真和志高校線 - 三重城営業所
- 19番・開南線 - 当蔵営業所
- 24番・石川（大山）線 - 石川営業所
- 25番・石川（首里）線 - 那覇営業所・石川営業所
- 26番・屋慶名（首里）線 - 那覇営業所・屋慶名営業所
- 26番・石川（安慶名）線 - 那覇営業所・石川営業所
- 33番・糸満（豊見城）線 - 那覇営業所・糸満出張所
- 46番・西原線 - 那覇営業所・西原営業所
- 48番・石川〜読谷線 - 石川営業所
- 95番・豊見城団地線 - 那覇営業所
- 101番・平和台団地線 - 那覇営業所
- 102番・コザ線 - 那覇営業所
- 102番・空港こどもの国線 - 具志営業所
- 102番・空港普天間線 - 具志営業所
- 102番・西原普天間線 - 西原営業所
- 110番・深夜バス - 那覇営業所
- 124番・知花（大山）線 - 中部営業所
- 125番・知花（首里）線 - 那覇営業所・中部営業所

### 那覇バス
- 1番・首里識名線 - 三重城営業所
- 3番・松川線 - 三重城営業所
- 5番・識名線 - 三重城営業所
- 7番・新都心循環線 - 新川営業所
- 14番・繁多川開南線 - 新川営業所
- 25番・普天間空港線 - 具志営業所
- 33番・糸満西原（末吉）線 - 西原営業所・糸満営業所
- 46番・糸満西原（鳥堀）線 - 西原営業所・糸満営業所
- 95番・豊見城南高校線 - 具志営業所
- 真和志線（コミュニティバス実証実験真和志みぐい） - 新川営業所
- 小禄循環線（コミュニティバス実証実験小禄みぐい） - 具志営業所
- 那覇空港リムジンバス （琉球バス交通、沖縄バス、東陽バスとの共同運行） - 具志営業所
  - 芭蕉号、花号の運行を行っていた。
- 浦添市コミュニティバス
- 那覇市内観光周遊バス - 新川営業所
- 中城村コミュニティバス「護佐丸バス」 - 西原営業所
  - 伊集回り線
  - 伊集普天間線（東陽バスとの共同運行）
  - 久場琉大線（東陽バスとの共同運行）

## バスターミナル・営業所
- 新川営業所（沖縄県島尻郡南風原町字新川146-1）
- 石嶺営業所（沖縄県那覇市首里石嶺町2丁目111-1）
- 糸満営業所（沖縄県糸満市字真栄里1850-3）
- 具志営業所（沖縄県那覇市字具志797-1）
- 西原営業所（沖縄県中頭郡西原町字安室302-3）
- 那覇バスターミナル/定期観光事務所/那覇営業所（沖縄県那覇市泉崎1丁目20-1）琉球バス交通、沖縄バス、東陽バスと共同使用。
- 空港事務所（沖縄県那覇市字鏡水150 那覇空港国内線ターミナル内）
- 事務センター（沖縄県豊見城市字翁長811 琉球バス交通豊見城営業所内）
- おもろまち駅前広場（沖縄県那覇市おもろまち4丁目）琉球バス交通、沖縄バスと共同使用。
- 名護バスターミナル（沖縄県名護市宮里444-1）琉球バス交通、沖縄バス、東陽バスと共同使用。高速バスの発着・待機のみで、那覇バスの事務所や定期券・回数券販売所などは設置されていない。

### 閉鎖されたバスターミナル・営業所
- 西営業所（沖縄県那覇市）
- 当蔵営業所（沖縄県那覇市）
- 小禄営業所（沖縄県那覇市）
- （旧）新川営業所（沖縄県島尻郡南風原町）
- 石川バスターミナル/石川営業所（沖縄県石川市）1997年7月20日閉鎖。沖縄バスと共同使用。
- 中部営業所（沖縄県沖縄市）2004年4月25日閉鎖。
- 那覇バスターミナル/那覇販売所
  - 2代目（沖縄県那覇市泉崎1丁目20-1）2015年4月5日閉鎖。琉球バス交通、沖縄バス、東陽バスと共同使用。
- 定期観光事務所（沖縄県那覇市泉崎1丁目21-26）那覇バスターミナル一時閉鎖に伴う仮設
- 三重城営業所（沖縄県那覇市）2006年9月25日閉鎖。

## 定期観光バス
那覇バスターミナルの定期観光バス乗り場を起終点として4コースが設定されている。全コースとも朝8時から9時に出発し、夕方17時から19時に戻る1日コースで、Aコースは沖縄本島南部を回り、B・C・Dコースは海洋博公園（美ら海水族館、ナゴパイナップルパークなどの本島中部・北部を回る。
現在は2コースのみ、内容を見直しながら運行している。いずれも定期観光用車両（ヒュンダイ・ユニバース　日本仕様。2列+1列、外国語ガイドシステム付き）の専用車が割り当てられている。事前予約に限り、乗り場である那覇バスターミナルまで、第一交通産業系列会社の提携タクシーを用いてのピックアップサービスあり(指定ホテル、かつ朝の出発のみ。コース終了は原則として那覇バスターミナルのみ）。宿泊先が国際通り内のホテル等の場合、最寄りの路線バス停からの乗車、下車が可能（事前完全予約制）WEB予約のみ、座席の指定が可能。
Aコース（首里城・おきなわワールドコース）
那覇バスターミナル定期観光バス乗り場→首里城（守礼門・正殿見学（別料金）50分）→おきなわワールド（玉泉洞・王国村見学・昼食150分）→平和の礎（30分）→ひめゆりの塔（30分）→道の駅いとまん（30分）→那覇空港（希望者のみ下車可能）→那覇バスターミナル

Bコース（古宇利島・今帰仁城跡・美ら海コース）
那覇バスターミナル定期観光バス乗り場→古宇利ビーチ（自由見学40分）・ワルミ大橋（車窓）→今帰仁城跡（別料金70分）→ホテルオリオンモトブリゾート＆スパ・海洋博公園（美ら海水族館　別料金）（昼食、自由散策180分）→那覇バスターミナル定期観光バス乗り場

以下は専用車を導入する前、または旧那覇交通時代運行時を踏襲したコース内容となる。
Aコース（首里城・戦跡 おきなわワールドめぐり）
那覇バスターミナル→首里城→旧海軍司令部壕→ひめゆりの塔→平和祈念公園→おきなわワールド（玉泉洞）→那覇バスターミナル
2006年2月10日のリニューアルの際に「南部戦跡・玉泉洞観光」から現在名に改名。
Bコース（美ら海水族館満喫コース）
那覇バスターミナル→海洋博公園（美ら海水族館）→ナゴパイナップルパーク→森のガラス館→那覇空港→那覇バスターミナル
2008年9月1日より運行開始。なお、那覇交通時代のBコースとは異なる。食事は自由食であった。
Cコース（美ら海水族館 西海岸コース）
那覇バスターミナル→琉球村→万座毛→御菓子御殿（恩納村店）→海洋博公園（美ら海水族館）→ナゴパイナップルパーク（奇数日）/OKINAWAフルーツらんど（偶数日）→那覇バスターミナル
2006年2月10日のリニューアルの際に「国営沖縄記念公園観光」から現在名に改名された。
Dコース（絶景・古宇利島・今帰仁・美ら海コース）
那覇バスターミナル→海洋博公園（美ら海水族館）→今帰仁城跡→古宇利オーシャンタワー→ワルミ大橋（車窓）→那覇バスターミナル
2012年4月1日より運行開始。なお、那覇交通時代のDコースとは異なる。食事は自由食であった。
※那覇交通時代はBコース（Aコースの午後発便）とDコース（Cコースの午後発便）があったが、これらの路線は那覇バス移管時に休止された後、現在もそのままである（Bコース、Dコースに関しては現在のBコースは全く異なる）。
　以前は指定ホテルからのピックアップサービスに加え、途中の「沖縄都ホテル（現、ノボテル沖縄那覇)」・「ホテル日航那覇グランドキャッスル（現、ダブルツリーbyヒルトン那覇首里城）」からの乗下車も可能であった。（基本的に二つのホテルへ一旦立ち寄ってから観光コースに入る）

## 車両

### 那覇交通時代
車両メーカーは日野自動車（日野）・いすゞ自動車（いすゞ）製の車両を中心に導入しており、経年車両代替時に首都圏から移籍してきた中古車両で日野車両のほか、日産ディーゼル車の導入実績がある。
1990年代まで、他の3社の自社発注車が前扉のみの車両仕様で導入していたのに対し、市内線を多数受け持つ那覇交通では自社発注車両でも2扉車が導入されていたのが特徴である。

#### 銀バス
1951年の運行開始当時に銀色をベースにコバルトの帯を配したカラーリングが採用され、以来利用者からは「銀バス」という通称で呼ばれ、車体にも「銀バス」と表記されていた。
この「銀バス」という通称は単にバス車両に対する通称としてのみならず、那覇交通の通称としても広く用いられ、全国版の時刻表でも沖縄本島のバス事業者の区別の際に、他社が「沖縄バス（沖）」「琉球バス（琉）」「東陽バス（東）」と社名の頭文字を本文中での略称に使用していたのに対し、那覇交通に限っては「那覇交通（銀）」とされていた。1980年代以降は白地にレインボーカラーの帯を巻いたカラーリングに変更されたが、車体に全く銀色を使用していないにもかかわらず車体後部には「銀バス」と表記されていた。

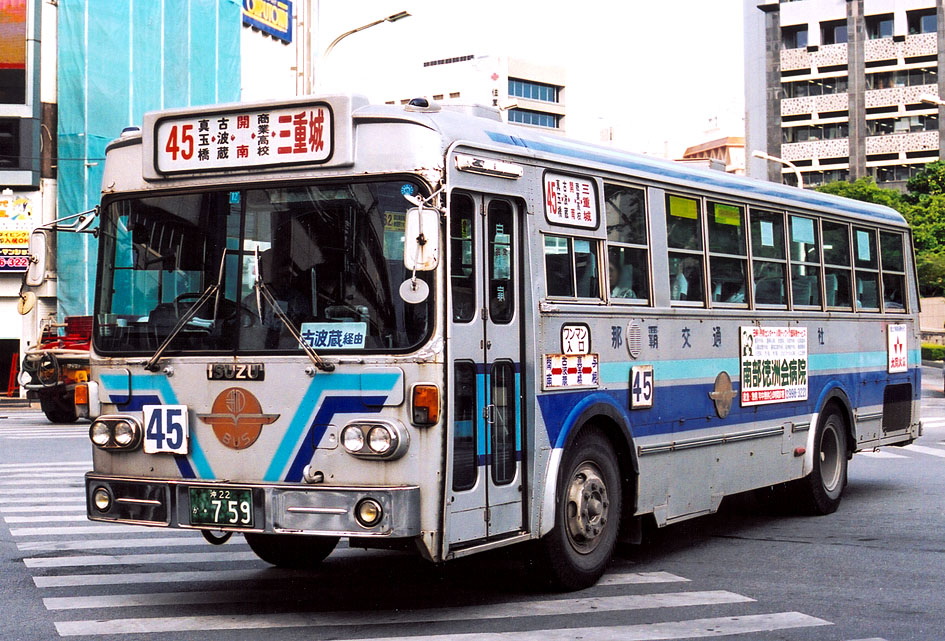
「銀バス」という通称の由来となったカラーリング（郊外線） BU04
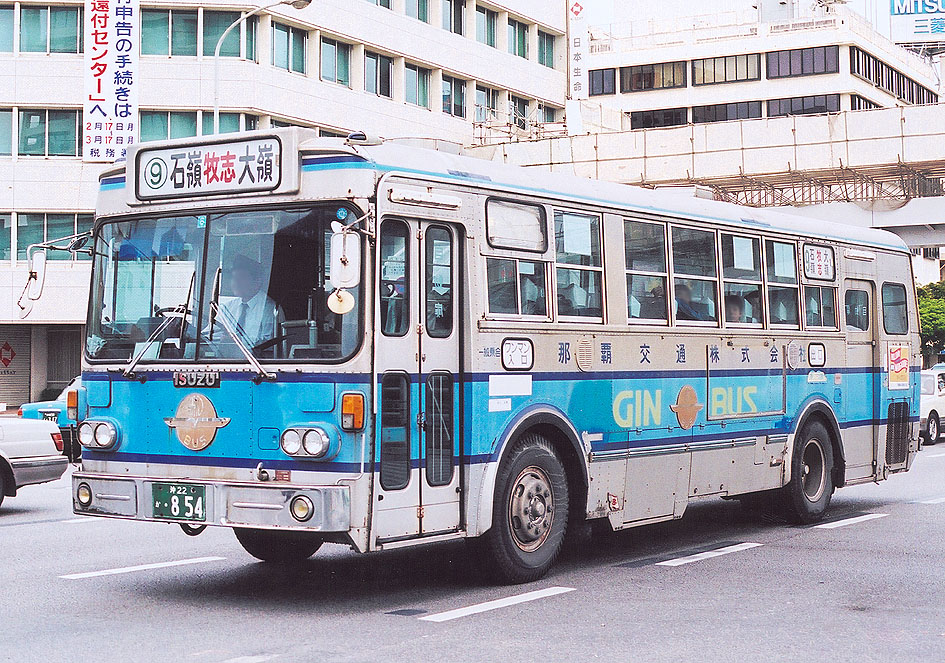
側面に「GIN BUS」と大書された例（市内線） BU04
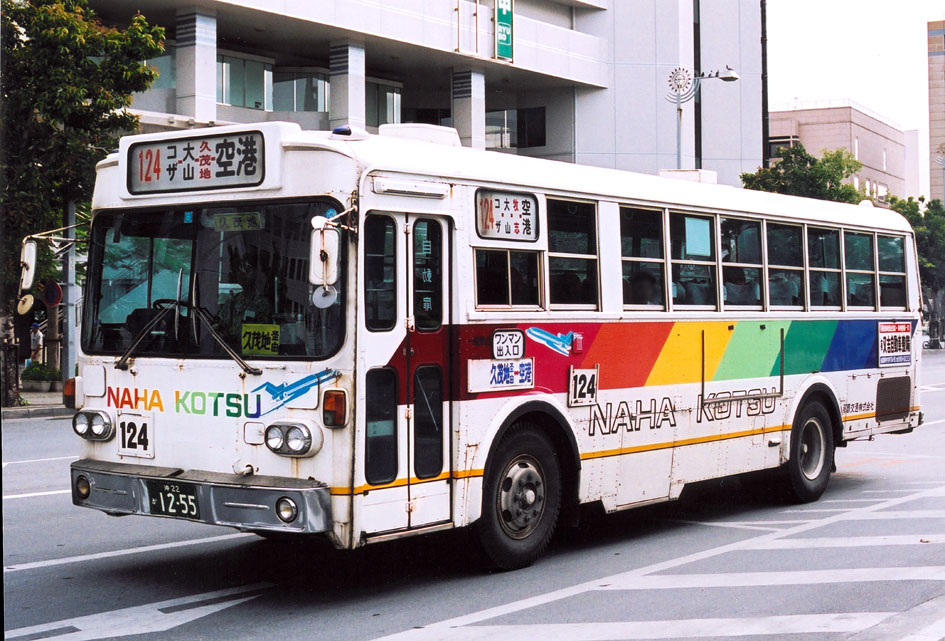
1980年代より採用された新カラー BU04
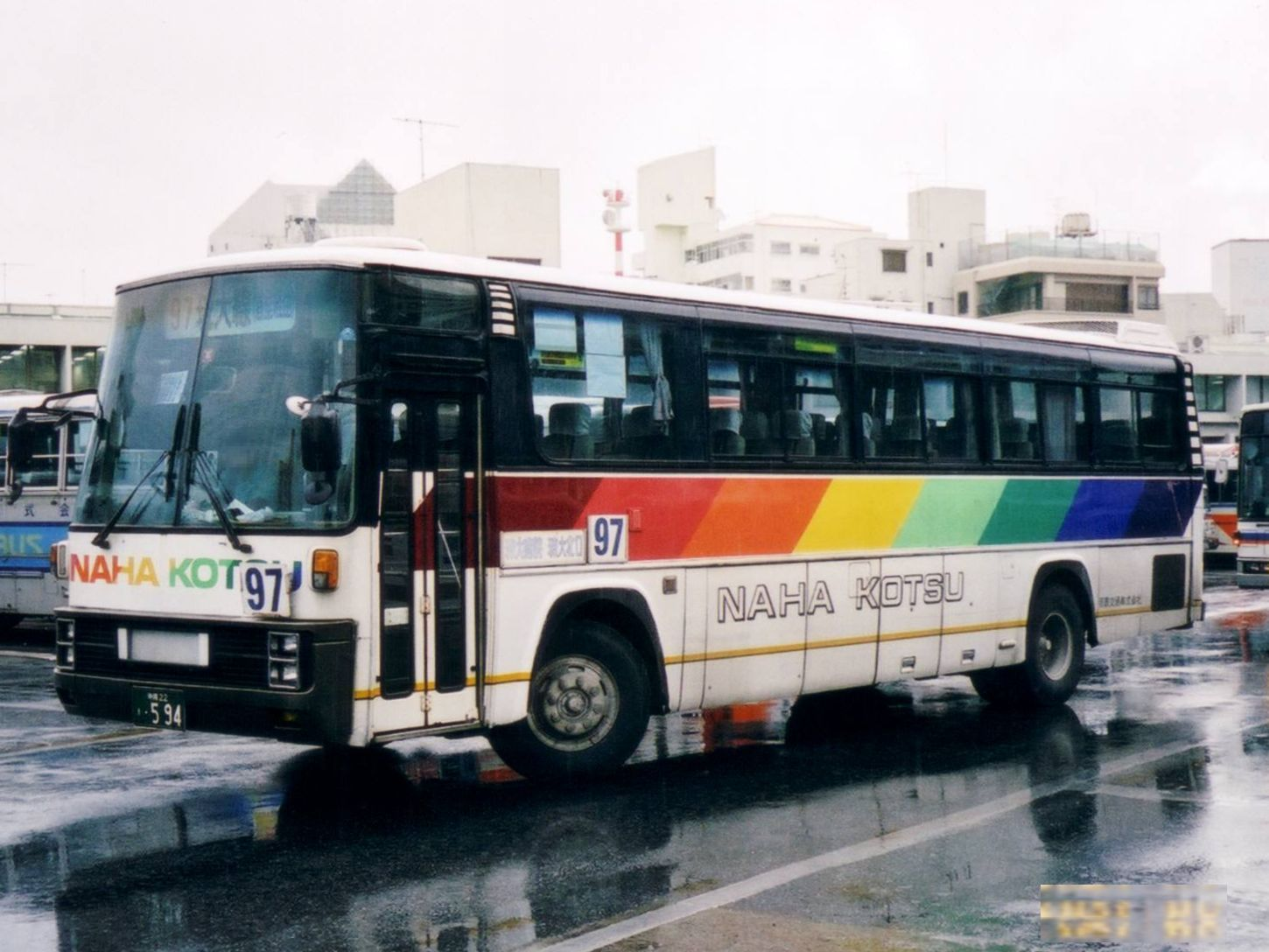
貸切車両を路線車両へ格下げした車両 P-LV219Q
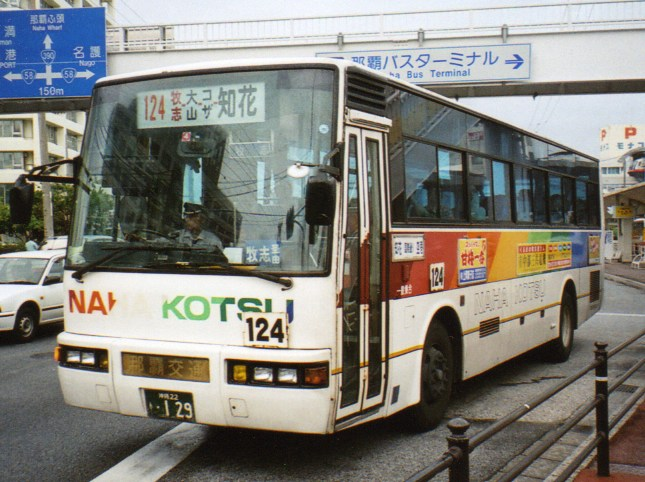
繁忙期に貸切車としての使用を考慮した路線車 P-LV719N
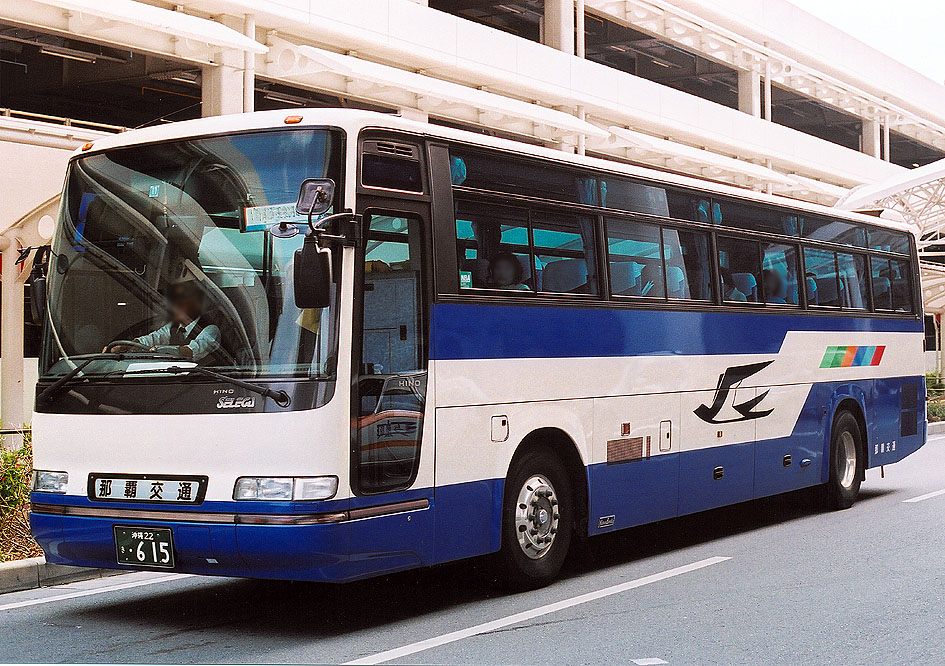
かつて存在したJRバスカラーの契約貸切車 日野・セレガFD KC-RU3FSCB

### 那覇バス時代
那覇バス発足後、2006年に7番新都心循環線用として日野・ポンチョの新車を導入しており、これが沖縄本島の路線バスで初のノンステップバスであった。2013年より、琉球バス交通・沖縄バスとともに、県の一括交付金を活用した大型ノンステップバスの新車が導入されている。これら以外の路線車については中古車が導入されている。琉球バス交通と同様、ノンステップバスの中古車も導入されている。新車・中古車とも、ノンステップバスは「NON-STEP」の表記が前面・側面・後方にされているのも琉球バス交通と同様。
市外線・高速バス・定期観光バス・貸切バス用の車両は那覇交通時代の白地にレインボーカラー帯の塗装を踏襲している。この塗装は琉球バス交通発足後、同社の車両にも採用されている。市内線用の車両は白地に薄青色の帯の塗装である。

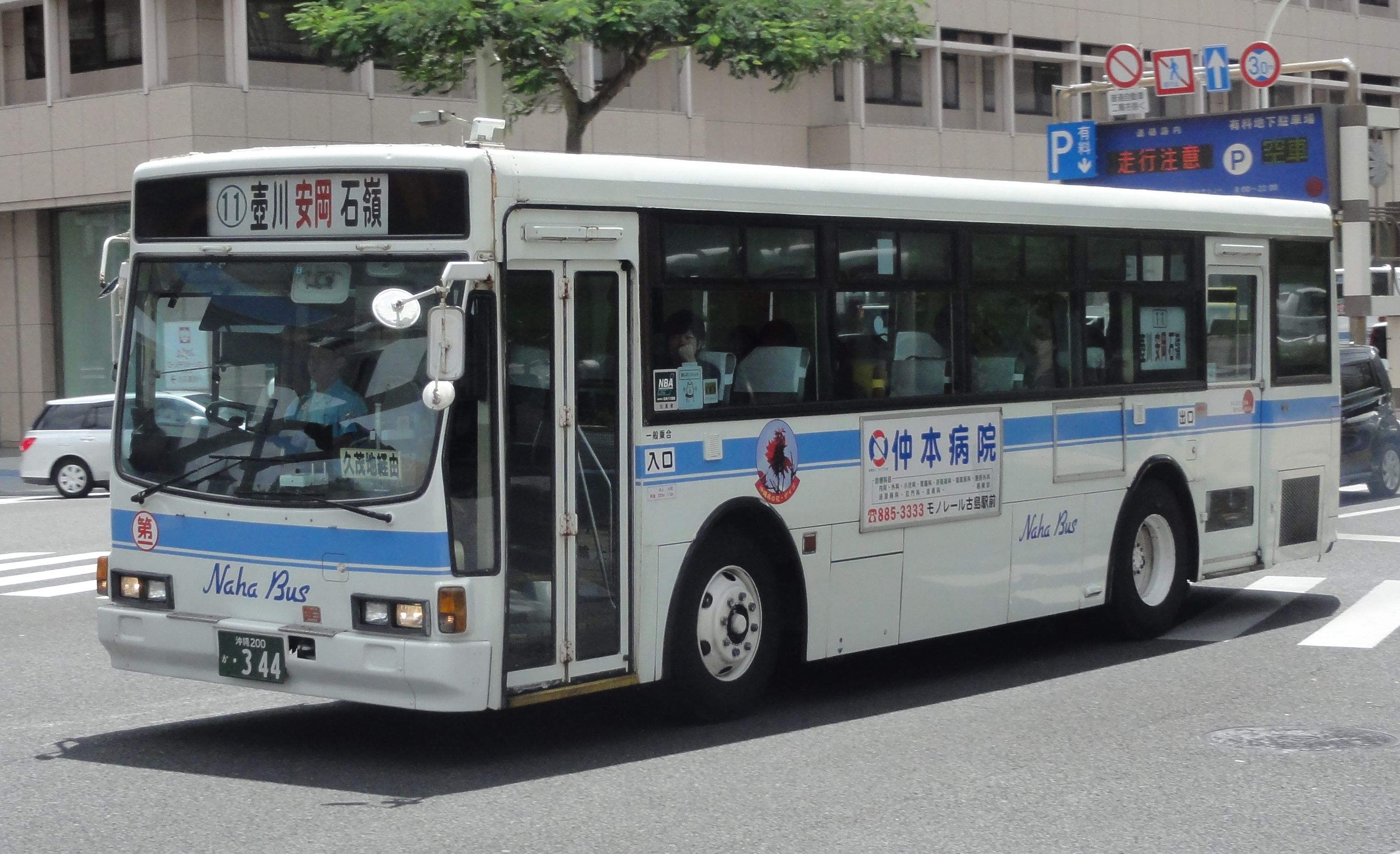
市内線用の車両。前乗り後降り運賃前払い方式の市内線用車両はこの色となっている。
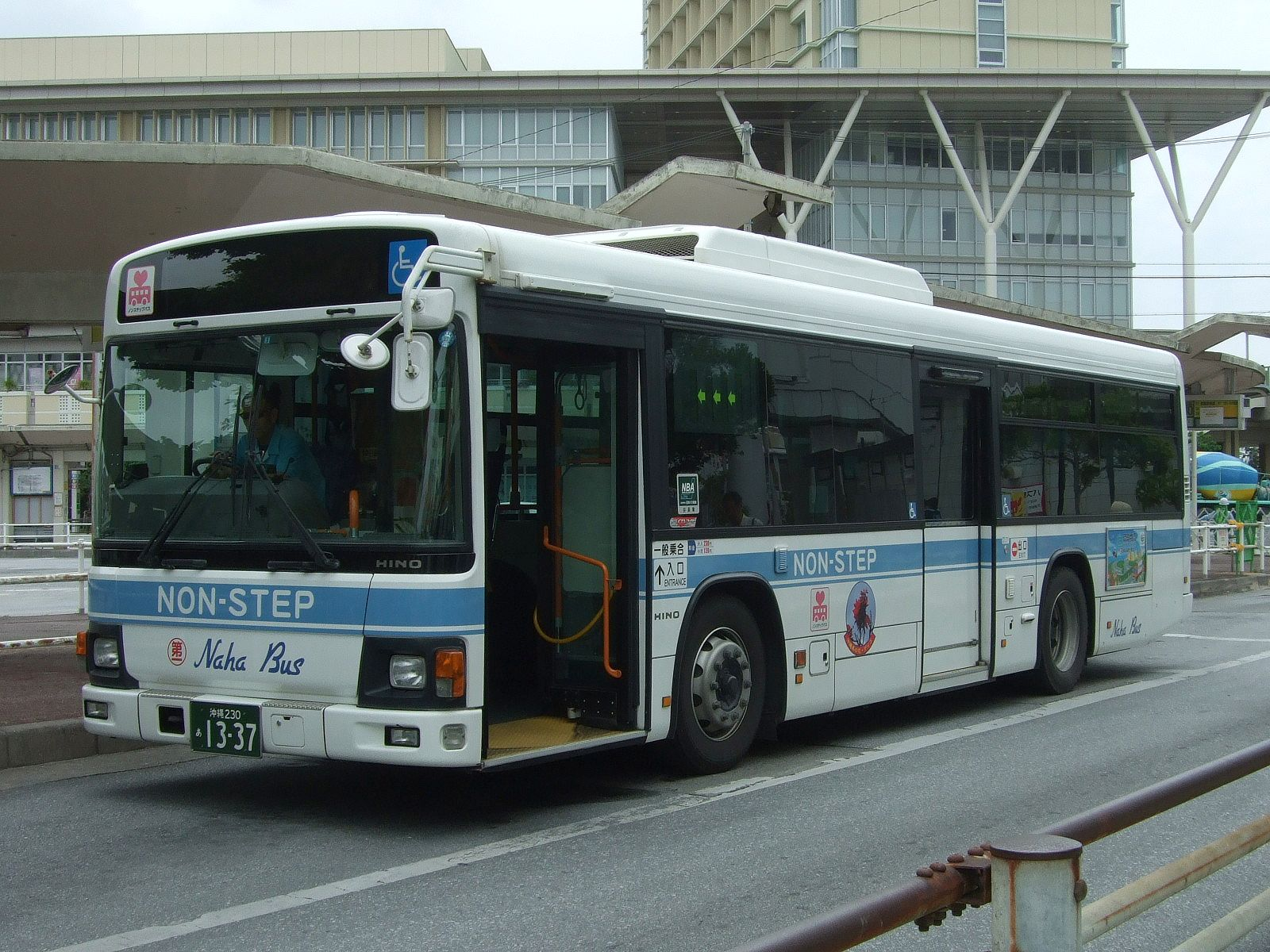
市内線用ノンステップバス車両。県の一括交付金により導入されたもの。
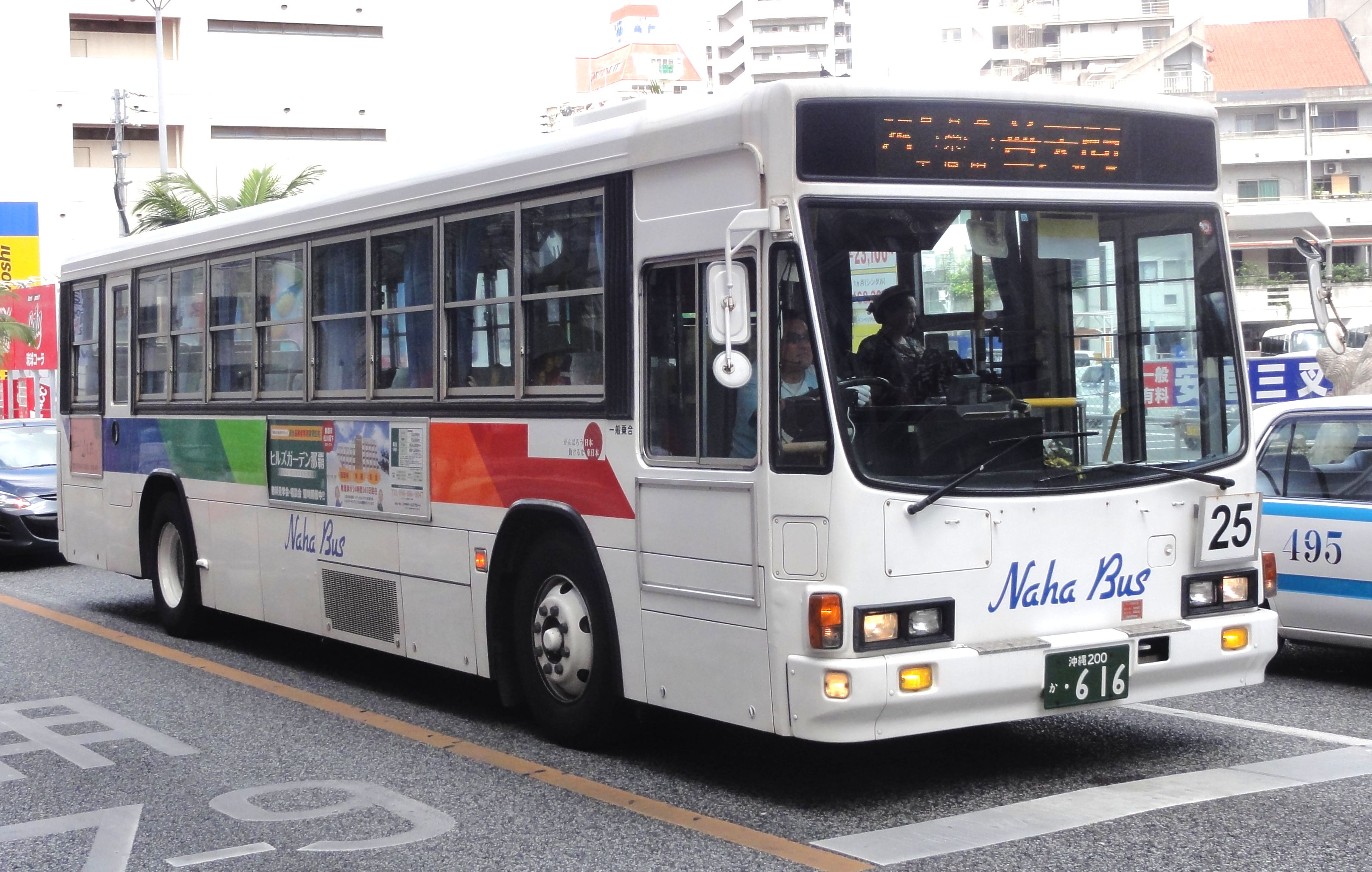
市外線用の車両。前乗り前降り運賃後払い方式。
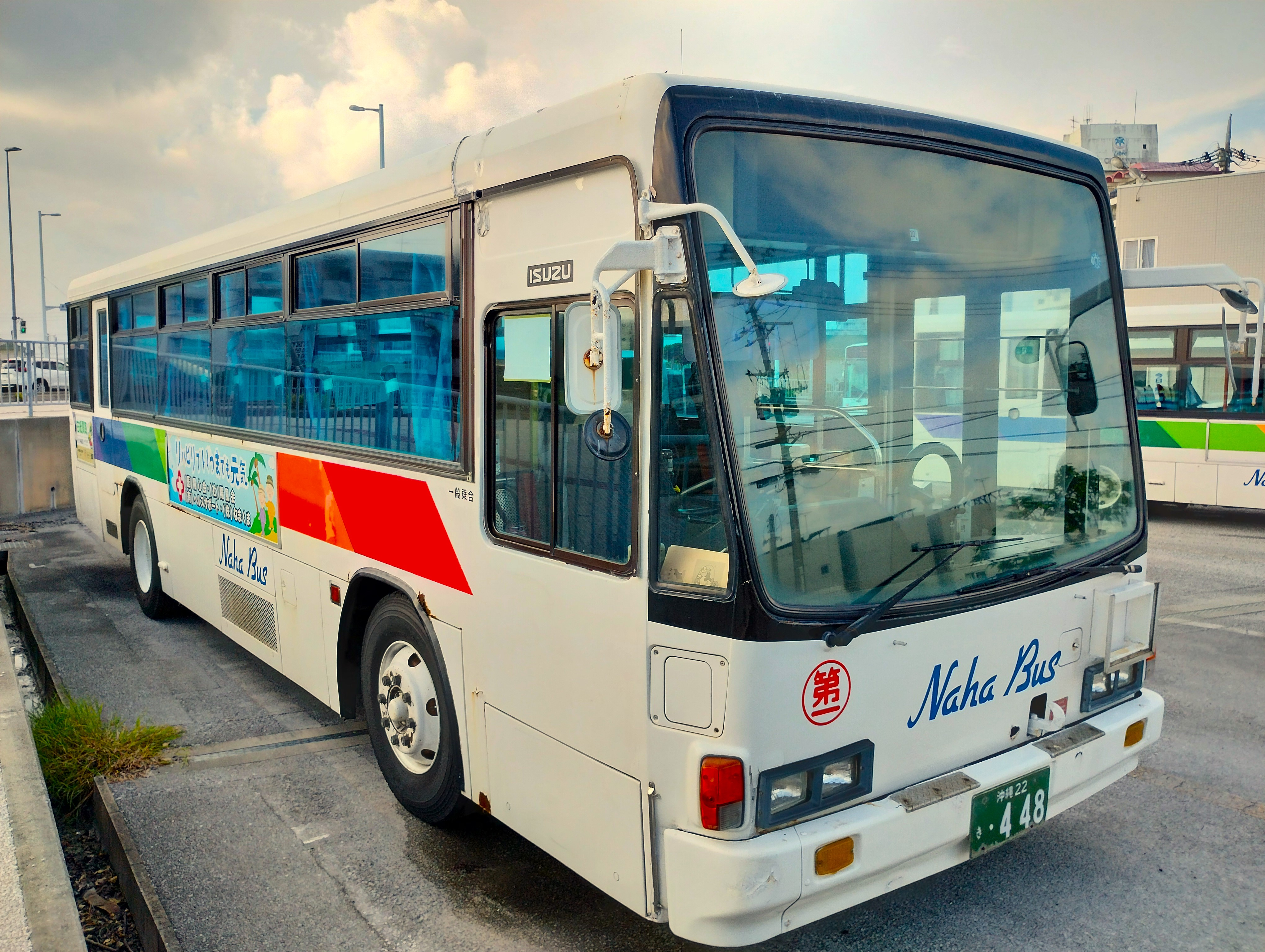
那覇交通時代に導入された市外線用の車両。
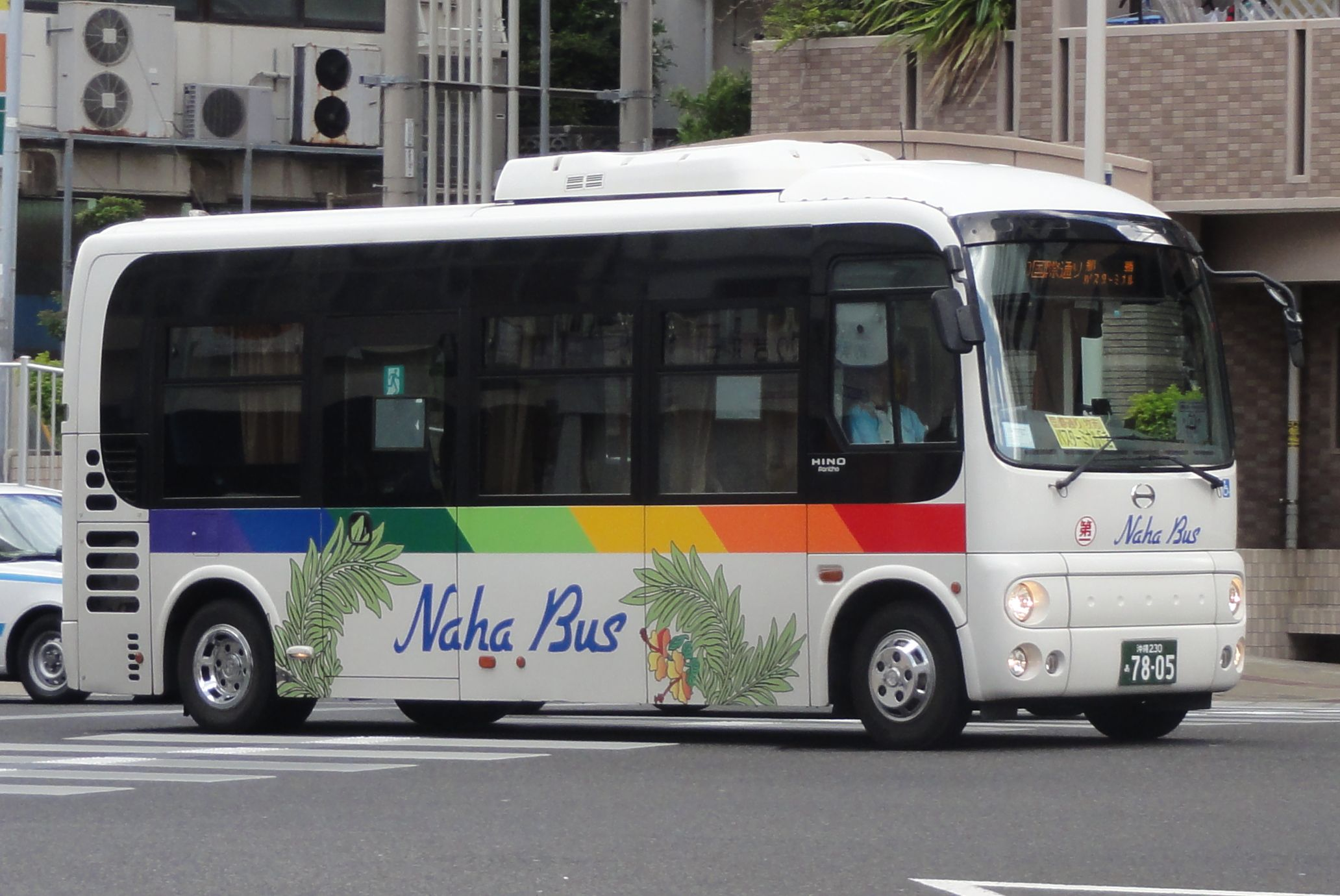
7番新都心循環線用に導入された日野ポンチョ。現在は10番牧志新都心線で使用されている。市内線であるが後乗り前降り運賃後払い方式で、市外線用車両の塗装となっている。
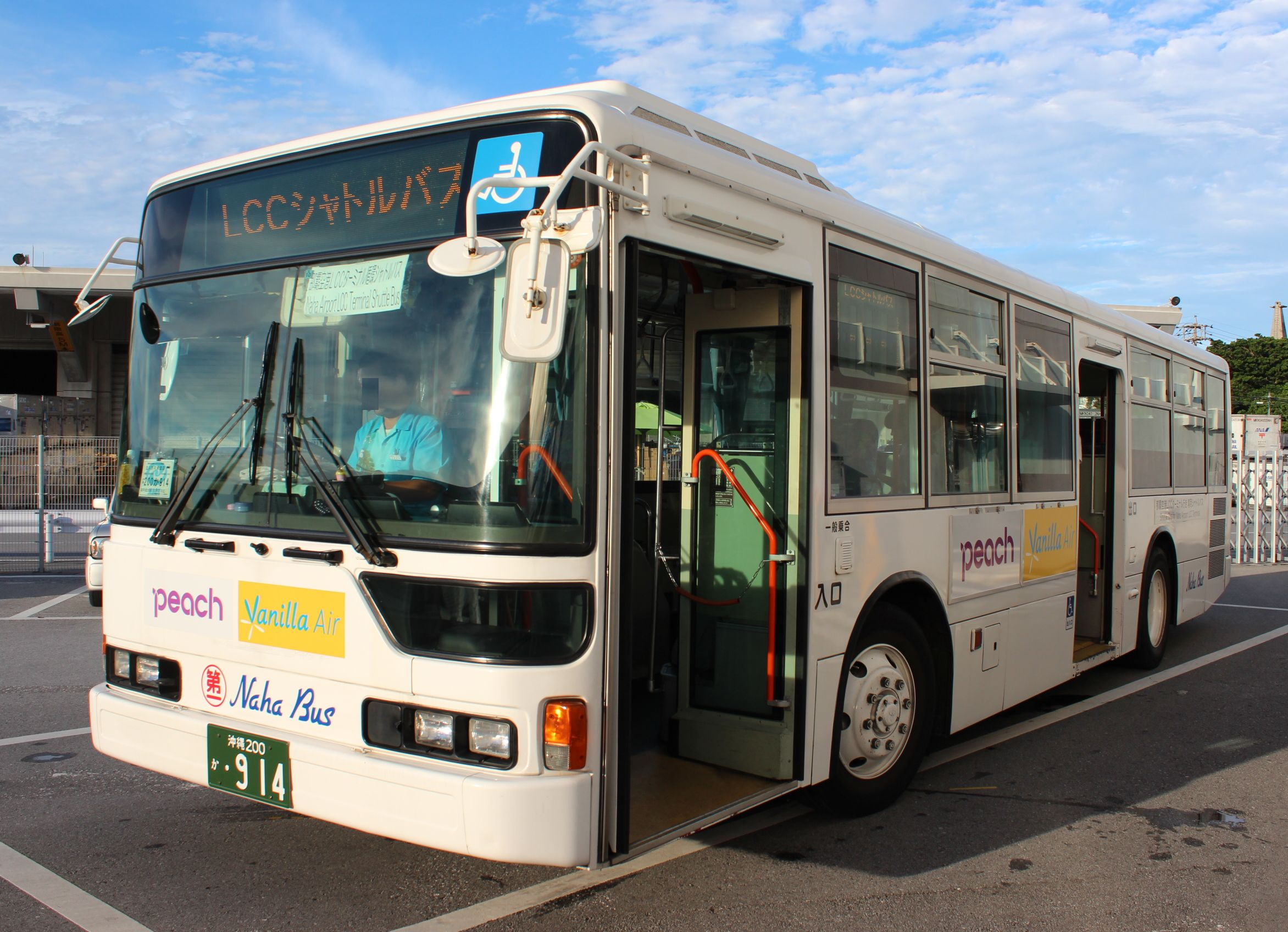
那覇空港LCCターミナルシャトルバス専用車。白地に那覇空港LCCターミナルに発着する航空会社2社のロゴが付く。

#### 車内放送
那覇バスの停留所案内は、音声合成放送を導入している。
【初代音声合成装置】
- 初めて音声合成放送を導入した路線は、2006年7月に新設された7番新都心循環線（現：10番牧志新都心線）である（路線開設時に合わせて購入した日野ポンチョに導入）。この当時の音声合成装置はその後導入した音声合成装置とは別機種。
- その後、2007年初めから同年4月頃までに順次8トラテープから中古のクラリオン製音声合成放送装置に切り替えが行われ、全ての車両で音声合成放送化に至った（沖縄本島内で8トラテープ放送を全廃したバス事業者は那覇バスが初）。2013年以降、順次導入中の新車車両は後述のメーカーの機材を使用する。
  - クラリオン製の音声合成装置では、電子チャイム音が鳴るようになっていた。
  - 放送操作盤は8トラテープ装置時代の（クラリオン製）操作盤をそのまま使用しているため、音声合成放送装置の電源が入っている間、テープ起動ランプは常についたままになっている。（テープ起動ランプがある操作盤は那覇バスでは市外線のみ）
    - 車両移籍等で新しく入った同メーカーの放送操作盤は、テープ起動ランプは廃止され、その代わり、電源確認ランプが新たに設置された）
- 音声合成装置の取り付け方は、以下の種類に分けられる。
  - 以前からある8トラの外枠を再利用し設置（空いた部分は黒いテープで養生、もしくは空いた部分はそのまま丸見え）
  - 運転席後方座席または横・上のスペースに直接据え付け
  - 乗客から見えない場所に設置しているバスもある。

【2代目音声合成装置】
- 2013年から順次新車ノンステップバスが導入されており、レシップ製の音声合成装置、液晶表示器（停留所表示）、LED式行先表示器を一括で設定できる機器（すべて新品）を導入した（従来の車両は音声合成装置とLED・幕式行先表示器は別メーカーのためそれぞれで設定していた）。この音声合成装置はステレオ音質のため、これまでの音声合成装置（中古のクラリオン製や他社のレゾナント・システム）に比べクリアに聞くことができる。

- 初代の音声合成装置に比べ、音声合成装置特有の「間」が目立つようになった。（京都市営バスでも同様の現象があり、利用者からの苦情が殺到したため、間が極力ない放送に修正した。沖縄の第一系（那覇バス・琉球バス交通）は今の所直す予定は全くない。）

- 2015年のICカード対応運賃箱更新のタイミングに合わせ、音声合成放送および運賃表示器（市外線ではデジタル数字型→液晶ディスプレイ型、市内線はほぼ新規設置）も更新され、レシップモデルの小田原機器の機材が導入された。（運賃表示器にレシップの表記ではなく小田原機器のシールが貼られている）
- これに合わせ、つぎ止まりますの放送、車外スピーカーでの行先案内、ドア閉時の発車しますの自動放送がされるようになった）。なお、各装置の系統設定は運賃箱の乗務員用操作パネルにて一括設定が可能となり、各装置での設定は不要となった。（それまで使用していた音声合成設定リモコンは全て撤去されたが、音声合成装置本体はなぜか多くの車両で残っている。）
  - 一部の車両については、運賃箱は小田原機器製だが運賃表示器は設置されず、車内放送および運転席リモコンも指月製作所製の音声合成装置に入れ替えられた（放送される内容はレシップモデルの音声合成の声で、なぜかモノラル音質）。また、レシップモデルの音声合成になっている車両の一部（特に新車ノンステップバス）にも指月製作所製の音声合成装置の本体が運転席後方に据付されているが、今の所使用する見込みは不明である（使用する際は運転席のリモコンも取換が必要なため）。

#### 運賃箱
運賃箱は、那覇バスへ移行時は那覇交通時代から使用していた小田原機器製を使用していたが、紙幣および500円硬貨の刷新などの事情により、那覇バス移行後の2004年後半にレシップ製の運賃箱へ切り替えられた。市内線は「快適1号」、市外線は「NF-3」と違う機種を導入。以前の機種と同様（おつりが自動で払い出し）と錯覚した乗客が両替部に入れるべき500円硬貨を運賃投入口へ入れてしまうトラブルが度々発生していた。
2015年4月27日のICカードOKICA導入に対応するため、同年2月より運賃箱の更新を開始。琉球バス交通、沖縄バスと同様、小田原機器製のRX-FTS型運賃箱を採用（※この運賃箱はICカード対応のため市内線でも現金支払いで釣銭が必要な場合は、あらかじめ運賃箱の硬貨両替口に投入し、両替金払出口から釣銭を受け取る方法となっている。ICカード導入により、現金支払い件数が今後減少することを考慮している。一方、市外線はこれまで同様両替方式のため、釣銭が必要な場合は運賃支払い前に両替をしてから支払う）。市内線と市外線の運賃箱が同一機種になるのは、那覇交通時代を含めても初のことである。
市内線用車両ではOKICAのリーダーとは別に、2012年に導入したiDのリーダーも設置されている。OKICA導入後も、既に運用しているiDのリーダーは運賃箱側面（乗車口正面）へ移設した上で運用を続けている。ただし、乗客がOKICAをiDリーダーに誤ってタッチしてしまい、iDリーダーが度々エラーを起こすことがあるため、「オキカ→」といった用紙等を運賃箱に貼っている車両もある。